# Ophiorrhiza havilandii
Ophiorrhiza havilandii là một loài thực vật có hoa trong họ Thiến thảo. Loài này được Ridl. mô tả khoa học đầu tiên năm 1912.